# حادثه بونروکو

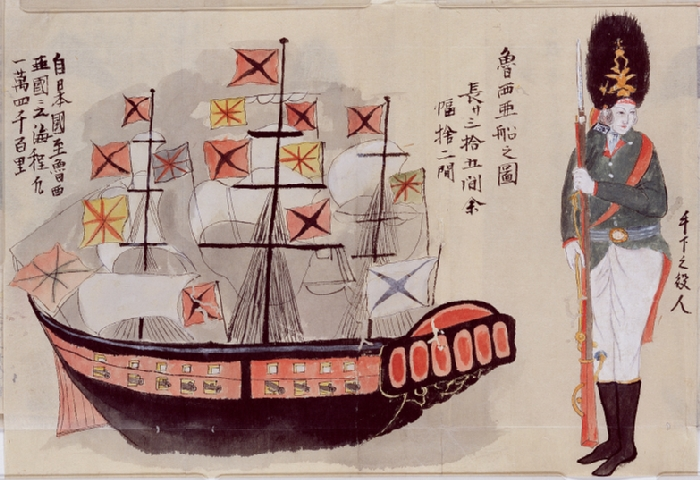
نیکلای رزانوف و کشتی وی نقاشی شده در ژاپن

حادثه بونروکو (به ژاپنی: 文化露寇)، حادثه خوستووا (به ژاپنی: フヴォストフ事件) به حادثه بمباران پایگاه‌های نظامی در شمال ژاپن در سال ۱۸۰۷ یا سال سوم از دوره بونروکو، توسط نیکلای خوستووا، زیردست نیکلای رزانوف مؤسس کمپانی روسی-آمریکایی، اشاره دارد. در این سال نیروهای روسیه ناگهان در جزیره ایتوروپ پیاده شدند و یک دژ دفاعی ژاپن را با توپخانه کوبیدند. نیروهای ژاپن به سلاح‌های جدید مجهز نبودند و تاب پایداری نیاوردند.

## زمینه
روسیه از شمال به دنبال تجارت با ژاپن بود. روسیه که پوست خز را برای تجارت صادر می‌کرد، در قرن ۱۸ با افراد قوم آینو و قلمروی ماتسومائه در هوکایدو درگیری پیدا کرد. آدام لاکسمن ناخدای کشتی‌شکسته ژاپنی، دایگوکویا کودایا را در سال ۱۷۹۲ با کشتی به ژاپن منتقل و تحویل داد. شوگون‌سالاری توکوگاوا به کشتی اجازه داد تا در بندر ناگاساکی پهلو بگیرد. طرف روسی این اجازه را به عنوان مجوز تجارت با روسی تلقی کرده پس از آن در سال اول بونروکو (۱۸۰۴) نیکلای رزانوف مؤسس کمپانی روسی-آمریکایی به همراه نامه الکساندر یکم روسیه به بندر ناگاساکی وارد شد با این حال، از طرف شوگون‌سالاری توکوگاوا، سیاست عدم افزایش تعداد کشورهای ارتباطی و کشورهای تجاری تغییر نکرد و شوگون‌سالاری پاسخ را به مدت نیم سال به تعویق انداخته و نامه امپراتور روسیه را نیز تحویل نگرفت و نیکلای رزانوف مجبور شد بدون تأمین کافی مواد غذایی و غیره بندر ناگاساکی را ترک کند. از آنجا که نیکلای رزانوف در مذاکرات خود به هیچ وجه پیشرفت نکرد، به این عقیده رسید که راهی جز گشودن کشور ژاپن به جز زور وجود ندارد. علاوه بر این، وی قصد مقابله به مثل با ژاپن را داشت و زیردستان خود را به حمله به پایگاه‌های ژاپنی در شمال این کشور مانند ساخالین و ایتوروپ واداشت. نیکولای خوستووا نیز که تابع رزانوف بود در سال سوم بونروکو (۱۸۰۶) به پایگاه قلمروی ماتسومائه در ساخارین حمله کرد. پس از آن نیز به دژ دفاعی شوگون‌سالاری در جزیره ایتوروپ حمله کرد.